# Hippie Sabotage
Hippie Sabotage to duet elektroniczny i hip-hopowy z Sacramento w Kalifornii, składający się z braci Kevina i Jeffa Saurera. Często klasyfikowani jako chillwave, w swojej muzyce łączą elementy różnych gatunków, takich jak trap, psychodeliczny rock i indie rock. Są znani przede wszystkim ze swojego remiksu utworu „Habits (Stay High)” Tove Lo, który zgromadził ponad 1 miliard wyświetleń na YouTube i 1,6 miliarda odsłuchań na Spotify, a także z utworu „Devil Eyes”, który ma ponad 700 milionów streamów na Spotify.
Hippie Sabotage intensywnie koncertują od 2015 roku, odbywając liczne trasy koncertowe, w tym dwa występy w Red Rocks Amphitheatre, oraz grając na festiwalach takich jak Bonnaroo, Lollapalooza, Austin City Limits, Firefly i Hangout. Występowali również jako support dla Zedda, Gramatika i Big Gigantic.

## Kariera

### Wczesna kariera
Kevin i Jeff Saurer dorastali w Sacramento w Kalifornii Jako zapaleni skateboardziści zaczęli tworzyć muzykę w wieku 12 lat, gdy po raz pierwszy zaczęli komponować bity do swoich filmów ze skateparku. Jeff uczęszczał do szkoły muzycznej na Uniwersytecie Kalifornijskim w San Diego (UCSD), gdzie na swój projekt końcowy zgłosił pierwsze EP duetu. Bracia przez sześć miesięcy mieszkali w samochodzie i spali na kanapie swojego byłego profesora muzyki, Mike’a Gao, który ostatecznie stał się ich mentorem zawodowym.
Na początku kariery Hippie Sabotage współpracowali z lokalnymi artystami, takimi jak Yukmouth, a także twórcami z Chicago, takimi jak Alex Wiley i Kembe X.
Nazwa Hippie Sabotage została zainspirowana inicjałami ich ojca – H.S. W 2013 roku duet wydał swój pierwszy minialbum "Vacants", a w 2014 roku ukazał się "The Sunny Album". 

### "Stay High"
Pierwotnie wydany jako ścieżka dźwiękowa do filmu na YouTube w kwietniu 2013 roku, Hippie Sabotage samodzielnie udostępnili swój remiks utworu "Habits (Stay High)" Tove Lo, zatytułowany "Stay High", jako darmowe pobranie we wrześniu 2013 roku.Tove Lo później usłyszała ten utwór i skontaktowała się z duetem na Twitterze, ostatecznie wydając go jako singiel oraz na swojej EP-ce "Truth Serum" w marcu 2014 roku.Ellie Goulding udostępniła ten remiks, co sprawiło, że w ciągu jednej nocy trafił na listy przebojów iTunes. Remiks osiągnął Top 10 w wielu krajach Europy i Oceanii oraz pierwsze miejsce na liście Billboard Next Big Sound. Utwór jest często uznawany za kluczowy dla sukcesu oryginalnej wersji piosenki oraz za przełomowy moment, który wprowadził Tove Lo do głównego nurtu muzyki pop.

### Trasy koncertowe i wydania albumów
Hippie Sabotage rozpoczęli koncertowanie w 2015 roku, występując na swoim pierwszym festiwalu Splash House w czerwcu i otwierając koncerty dla Cherub jesienią tego samego roku. W lutym 2016 roku wydali swoje trzecie EP "Providence", zawierające singiel "Devil Eyes", który później zyskał ogromną popularność na TikToku i zgromadził 700 milionów odtworzeń na Spotify. Po premierze EP-ki duet wyruszył w swoją pierwszą trasę jako główni artyści. Kontynuowali wydawanie nowych projektów i singli, takich jak "Options", "Drifter", "Running Miles" i "Wrong Time", a także regularnie koncertowali jako headlinerzy zarówno w USA, jak i na arenie międzynarodowej, występując na różnych festiwalach.

### Nowsze albumy i projekty
We wrześniu 2020 roku, po kilku latach intensywnego koncertowania, duet wydał album "Red Moon Rising", podkreślając, że trasa koncertowa dała im czas na „stworzenie pełnego projektu, który oddaje ich kreatywne myśli”. W tym samym miesiącu Hippie Sabotage nawiązali współpracę z Flower Records, aby wypuścić własną odmianę marihuany "Devil Eyes OG".
Następnie wydali albumy:
- "Floating Palace" w grudniu 2021 roku
- "Trailblazer" w kwietniu 2023 roku.

## Kontrowersje
W 2016 roku podczas What The Festival w Portland, Oregon, doszło do bójki między członkami Hippie Sabotage a ochroniarzem. Jeden z braci miał dusić ochroniarza duszeniem, dopóki członkowie ekipy produkcyjnej nie interweniowali. Nagrania z incydentu szybko stały się viralem. Wówczas duet wydał oświadczenie, komentując sytuację jako „niefortunne wydarzenie, które postawiło nas w niebezpiecznej sytuacji w trakcie naszego występu”. Jeszcze trzy lata później, w 2019 roku, incydent budził kontrowersje – fani muzyki EDM wyrażali swoje niezadowolenie, protestując przeciwko obecności Hippie Sabotage w lineupie jednego z festiwali. Później, w jednym z wywiadów, członkowie duetu odnieśli się do sytuacji, przyznając, że rozumieją rozczarowanie fanów: „To nas zasmuca. To nie jest to, kim jesteśmy. Staramy się jak najmocniej pokazywać ludziom, że jesteśmy oparte na pozytywnej energii, radości i szacunku.”

## Styl muzyczny
Początkowo Hippie Sabotage zaczynali jako projekt hip-hopowy, jednak ich muzyka ewoluowała w stronę elektroniki. Ich brzmienie jest opisywane jako „soulowe” i „melodyjne”, będące połączeniem trapu i chillwave'u, z silnymi elementami hip-hopu i psychodelicznego rocka. Z biegiem czasu ich styl dostosował się do występów na żywo, obejmując długie improwizacje, gitarowe partie i solówki na żywo. Dzięki temu stworzyli hipnotyzującą muzykę jamową, która wyróżnia ich na tle mainstreamowych DJ-ów EDM.

## Dyskografia

### Albumy
- The Sunny Album (2014)
- Providence (2016)
- Vibes (2016)
- Drifter (2017)
- Red Moon Rising (2020)
- Overdrive (2020)
- Floating Palace (2021)
- Trailblazer (2023)

### Single
| Rok  | Tytuł |
| ---- | --- |
| 2014 | "Broken over You" "Waiting Too Long"                                                                               |
| 2015 | "Fast Car" |
| 2017 | "Fire the Blunt" "Mirror" "Righetous" "Running Miles" "Save Me" "The Path" "Watching"                              |
| 2018 | "I Found You" "The Mist" "Temptation" "Real Things"                                                                |
| 2019 | "Carpe Diem" "Caught Up" "Coffee" "Distance" "Enemy" "Fading into Fog" "Flash" "Patience" "Find Me" "Trust Nobody" |
| 2020 | "Overdrive" "Wrong Time"                                                                                           |
| 2023 | "I Don't Care" "All At Once" "Trailblazer" "Pole Vaulting" "Boy Problems "Rolling Stoned"                          |